# Adam Musiał
Adam Musiał (Wieliczka, 18 de diciembre de 1948-18 de noviembre de 2020) fue un jugador de fútbol polaco que jugaba como defensa, y posteriormente ejerció el cargo de entrenador.

## Carrera deportiva
Durante su carrera futbolística, jugó en el Wisła Cracovia y en el Arka Gdynia de la Ekstraklasa polaca; luego firmó por el Hereford United inglés por tres años, antes de terminar en el Yonkers Polish American Eagles de Nueva York, en los Estados Unidos. 
Musiał llegó a jugar 34 partidos con la selección de fútbol absoluta de Polonia, donde además consiguió disputar la Copa Mundial de Fútbol de 1974 celebrada en la Alemania Federal. Fue titular en todos los partidos de su selección, llegando a jugar contra Brasil para obtener el tercer puesto en la Copa del Mundo.